# 阿德尔·萨法尔
阿德尔·萨法尔（阿拉伯语：عادل سفر，罗马化：Adel Safar；1953年—）是一名叙利亚政治人物，大马士革人。2011年4月14日至2012年6月23日担任叙利亚总理。